# Грибановская (Красноборский район)
Грибановская — деревня в Красноборском районе Архангельской области. Входит в состав Белослудского сельского поселения.

## География
Находится в юго-восточной части Архангельской области на расстоянии приблизительно 7 км на запад-северо-запад по прямой от административного центра поселения деревни Большая Слудка недалеко от северного берега озера Цивинское.

## История
В 1859 году здесь (деревня Сольвычегодского уезда Вологодской губернии) было учтено 7 дворов.

## Население
Численность населения: 59 человек (1859 год), 7 (русские 100 %) в 2002 году, 4 в 2010.